# Polyphaenis medeolucens
Polyphaenis medeolucens là một loài bướm đêm trong họ Noctuidae.